# Ictus Ensemble

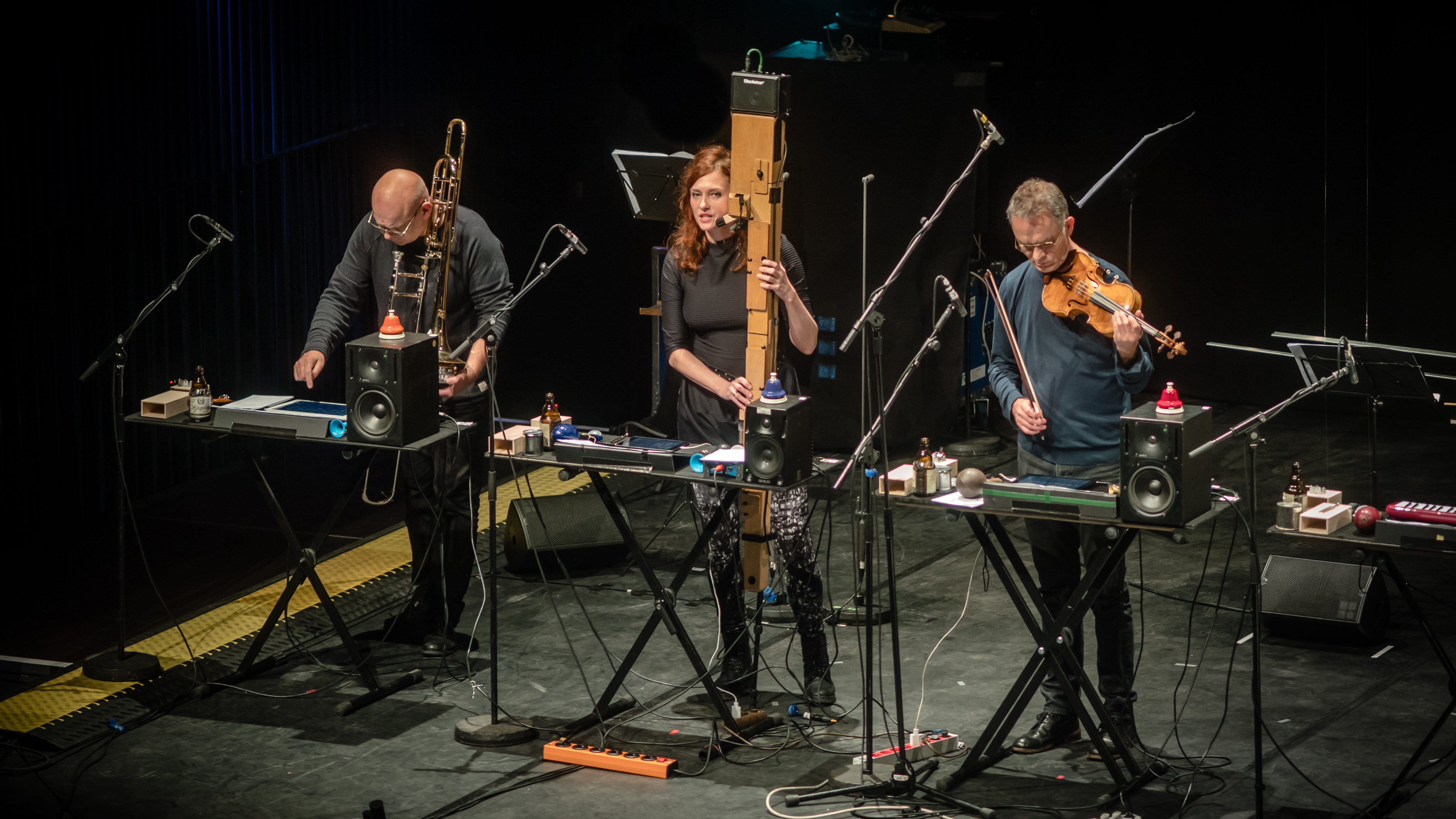
Ictus Ensemble (2017)

Das Ictus Ensemble (französisch: Ensemble Ictus) ist ein belgisches Kammerorchester, das 1994 von Jean-Luc Plouvier gegründet wurde und sich auf Zeitgenössische Musik spezialisiert hat. Das Ensemble operiert von Brüssel aus, wo es in Zusammenarbeit mit der  dortigen Filharmonische Vereniging und dem Kaaitheater jährlich eine Konzertreihe präsentiert. Der Klangkörper trat aber auch im Ausland, besonders auf den einschlägigen Festivals wie den Donaueschinger Musiktagen oder den Wittener Tagen für neue Kammermusik auf und hat zahlreiche Tonträger vorgelegt. Er hat auch zahlreiche Kooperationen mit der Choreographistin Anne Teresa De Keersmaeker unternommen und organisiert jährlich seit 2000 das Internationale Kompositionsseminar, das ebenfalls in Brüssel stattfindet.

## Ausgewählte Aufnahmen
- Maria de Alvear: Sexo Puro, World Edition (mit Roland Dahinden, Hildegard Kleeb, Raquel Cantero, Rosario Sanchez Cruz)
- Georges Aperghis: Die Hamletmaschine-Oratorio, Cyprès, CYP5607 (mit Françoise Kubler, Geneviève Strosser, Vincent Le Texier, Jean-Marc Salzmann, Jean-Pierre Drouet,  SWR Vokalensemble Stuttgart, Leitung: Georges-Elie Octors)
- Georges Aperghis / Peter Szendy: Avis de Tempête, Cyprès, CYP5621
- Luciano Berio Laborintus II (mit Mike Patton und dem Nederlands Kamerkoor) Ipecac Recordings (IPC-133)
- Oscar Bianchi: Matra, Cyprès, CYP4502[1]
- David Shea: Classical Works, Tzadik (z. T. auch andere Interpreten wie Miguel Bernat, Erik Friedlander, Jim Pugliese)
- Jean-Luc Fafchamps: Melencholia si..., Sub Rosa, Unclassical, SR179
- Keiko Harada: After the Winter, Ictus
- Jonathan Harvey: Wheel of Emptiness, Cyprès, CYP5604
- Michaël Levinas: La Metamorphose, Ictus
- Benoît Mernier: Les Idées Heureuses, Cyprès, CYP4613
- Steve Reich: Drumming, Cyprès, CYP5608
- Terry Riley: In C, Cyprès 5601
- Fausto Romitelli / Paolo Pachini: An Index of Metals, Cyprès, CYP5622
- Fausto Romitelli: Professor Bad Trip, Cyprès, CYP5620